# Нове Ложине
Нове Ложине (словен. Nove Ložine) — поселення в общині Кочев'є, регіон Південно-Східна Словенія, Словенія. Висота над рівнем моря: 467,8 м.